# Coccus macarangicolus
Coccus macarangicolus är en insektsart som beskrevs av Takahashi 1952. Coccus macarangicolus ingår i släktet Coccus och familjen skålsköldlöss. Inga underarter finns listade i Catalogue of Life.